# Kaygıntaş, Varto
Kaygıntaş là một xã thuộc huyện Varto, tỉnh Muş, Thổ Nhĩ Kỳ. Dân số thời điểm năm 2011 là 232 người.